# Padukuan
Padukuan is een bestuurslaag in het regentschap Dharmasraya van de provincie West-Sumatra, Indonesië. Padukuan telt 3528 inwoners (volkstelling 2010).